# Frank Schlesinger
Frank Schlesinger (Nueva York, 11 de mayo de 1871-Old Lyme, Connecticut, 10 de julio de 1943) fue un astrónomo estadounidense. Su trabajo se centró en la utilización sistemática de placas fotográficas en la investigación astronómica.

## Biografía
Schlesinger se educó en las escuelas públicas de la Ciudad de Nueva York, graduándose en la Universidad de Nueva York en 1890. Comenzó a trabajar en la toma de datos, pasando a ser estudiante especial de astronomía en la Universidad de Columbia en 1894. En 1896 recibió una beca que le permitió dedicarse a estudiar a tiempo completo, obteniendo su doctorado en 1898. 
Después de su graduación, pasó un verano en el Observatorio Yerkes como voluntario asistente del director, George Ellery Hale. Pasó a ser observador a cargo del Servicio internacional de latitud en Ukiah (California) en 1898. Trabajó como astrónomo de 1899 a 1903 en Yerkes, donde inició el uso de métodos fotográficos para determinar paralajes estelares. Dirigió el Observatorio de Allegheny de 1903 a 1920 y el Observatorio Universitario de Yale de 1920 a 1941.
En Yale trabajó en estrecha colaboración con Ida Barney, compilando y publicando el Catálogo de Estrellas Brillantes de Yale. La primera publicación de los resultados de este trabajo comenzó en 1925 (Transacciones del Observatorio Universitario de Yale, v. 4), concluyéndose en los años 1980. Durante sus investigaciones, realizó contribuciones importantes al área de la astrometría.
Fue elegido miembro de la Sociedad Filosófica Estadounidense (1912), de la Academia Nacional de Ciencias (1916) y de la Academia Estadounidense de las Artes y las Ciencias; presidiendo la Sociedad Astronómica Estadounidense (1919-1922) y la Unión Astronómica Internacional (1932-1935).
En una ocasión, preguntado acerca de cómo pronunciar su apellido, comentó a la revista Literary Digest  que: "El nombre es tan difícil para quienes no hablan alemán, que normalmente soy llamado "sles'en-jer", que rima con "messenger" (mensajero).  Es, naturalmente, de origen alemán y significa 'originario de Schlesien' o Silesia. En su lengua original la pronunciación es "shlayzinger", que rima con "singer" (cantante)."
Se casó con Eva Hirsch en 1900, mientras residía en Ukiah. Tuvieron un hijo, Frank Wagner Schlesinger, quien más tarde dirigió los planetarios de Filadelfia y de Chicago. Su mujer murió en 1928, y en 1929 se casó con Katherine Bell (Rawling) Wilcox.

## Publicaciones
- Barney, Ida; Schlesinger, Frank (1938). «An effect of a star's color upon its apparent photographic position». Astronomical Journal 47. Bibcode:1938AJ.....47...86B. doi:10.1086/105478.
- Barney, Ida; Schlesinger, Frank (1939). «On the accuracy of the proper motions in the General Catalogue Albany». Astronomical Journal 48. Bibcode:1939AJ.....48...51B. doi:10.1086/105546.
- Barney, Ida; Schlesinger, Frank (1940). «New reductions of astrographic plates with the help of the Yale photographic Catalogues». Astronomical Journal 49. Bibcode:1940AJ.....49...39B. doi:10.1086/105625.

## Reconocimientos
- Premio Valz de la Academia de Ciencias de Francia (1926)[6]
- Medalla de oro de la Real Sociedad Astronómica (1927)
- Medalla Bruce (1929)

## Eponimia
- El cráter lunar Schlesinger lleva este nombre en su memoria.[7]
- El asteroide (1770) Schlesinger también conmemora su nombre.[8]

## Lecturas relacionadas
- Frank Schleisinger. Springer Publishing. 2009. ISBN 978-0-387-31022-0. Consultado el 22 de agosto de 2012. (Requiere suscripción)